# 上原大祐
上原 大祐（うえはら だいすけ、1981年12月27日 -  ）は、日本の元パラアイスホッケー（アイススレッジホッケー）選手。長野県北佐久郡軽井沢町出身。長野大学社会福祉学部を卒業。現在は特定非営利活動法人 D-SHiPS32の代表として活動中。

## 人物像
生まれつき二分脊椎症という障害を抱えながらも、小・中・高と普通学級で過ごす。
19歳の時にアイススレッジホッケーに出会い、トリノパラリンピック、バンクーバーパラリンピックに出場。2010年バンクーバーでは銀メダルを獲得した。
2014年6月9日に自身のブログにて、アイススレッジ競技から引退することを宣言。
2017年に現役復帰し、日本代表選手として、平昌2018冬季パラリンピック出場。